# Megaselia seticlasper
Megaselia seticlasper är en tvåvingeart som beskrevs av Borgmeier 1962. Megaselia seticlasper ingår i släktet Megaselia och familjen puckelflugor. Inga underarter finns listade i Catalogue of Life.